# Пи Джей Спаркс
Пи Джей Спаркс (англ. P.J. Sparxx); урождённая Ло́ра Бра́ун (англ. Laura Brown) — американская порноактриса, член Зала славы AVN с 2002 года.

## Псевдоним
В серии документальных фильмов Adult Stars Close Up: Sex Stars Tell All Пи Джей призналась, что её псевдоним состоит из двух частей: сокращение P.J. означает буквально «pussy juice» (вагинальная смазка), Sparxx же — искажённое написание глагола «spark» (зажигать) в третьем лице единственного числа настоящего времени — так о ней отозвался её первый режиссёр. Настоящая фамилия актрисы — Браун — совпадает с настоящей фамилией коллеги Спаркс Питера Норта, с которым её связывали дружеские отношения на протяжении всей порнокарьеры.

## Биография
Дебютировала в порноиндустрии под именем P.J. Kerrington в 1990 году в фильме Bite! режиссёра Скотти Фокса. В 1998 году завоевала награду AVN Awards за лучшую лесбийскую сцену (Best All-Girl Sex Scene) из фильма Cellar Dwellers 2 вместе с Тришией Деверо и Джинной Файн. За девятилетнюю карьеру снялась более чем в двухстах фильмах.
В 1990 году Пи Джей Спаркс вышла замуж за продюсера и будущего основателя Wicked Pictures Стива Оренштейна, но брак вскоре распался. В середине девяностых состояла в связи с Джилл Келли, составив с ней эротический танцевальный дуэт Fire & Ice и выпустив по итогам выступлений фильм Fire & Ice: Caught In The Act. В документальном сериале Sex Under Hot Lights Келли рассказала, что Пи Джей в своё время удержала её от самоубийства — Джилл хотела покончить с собой после смерти мужа в январе 1995 года.